# Tuvani
Tuvanii (Tuvan: Тывалар
, Тьvаlar/Tıvalar; Mongolă: Тува, Tuwa) sunt un grup etnic turcic care trăiește în sudul Siberiei. Aceștia, din punct de vedere istoric, sunt cunoscuți ca unii dintre Uriankhai, de la denumirea mongolă.
Tuvanii au fost nomazi crescători de vite, care de mii de ani își pășteau turmele de capre, oi, cămile, reni, bovine și iaci. Trăiau în mod tradițional în iurte acoperite cu fetru și coajă de mesteacăn putând astfel să se mute sezonier la noi pășuni. În mod tradițional, tuvanii au fost împărțiți în nouă regiuni numite khoshuun și anume: Tozhu, Salchak, Oyunnar, Khemchik, Khaasuut, Shalyk, Nibazy, Daavan & Choodu, și Beezi. Primele patru erau conduse de prinți uriankhai mongoli, în timp ce restul au fost administrate de prinți borjigini, tot mongoli.

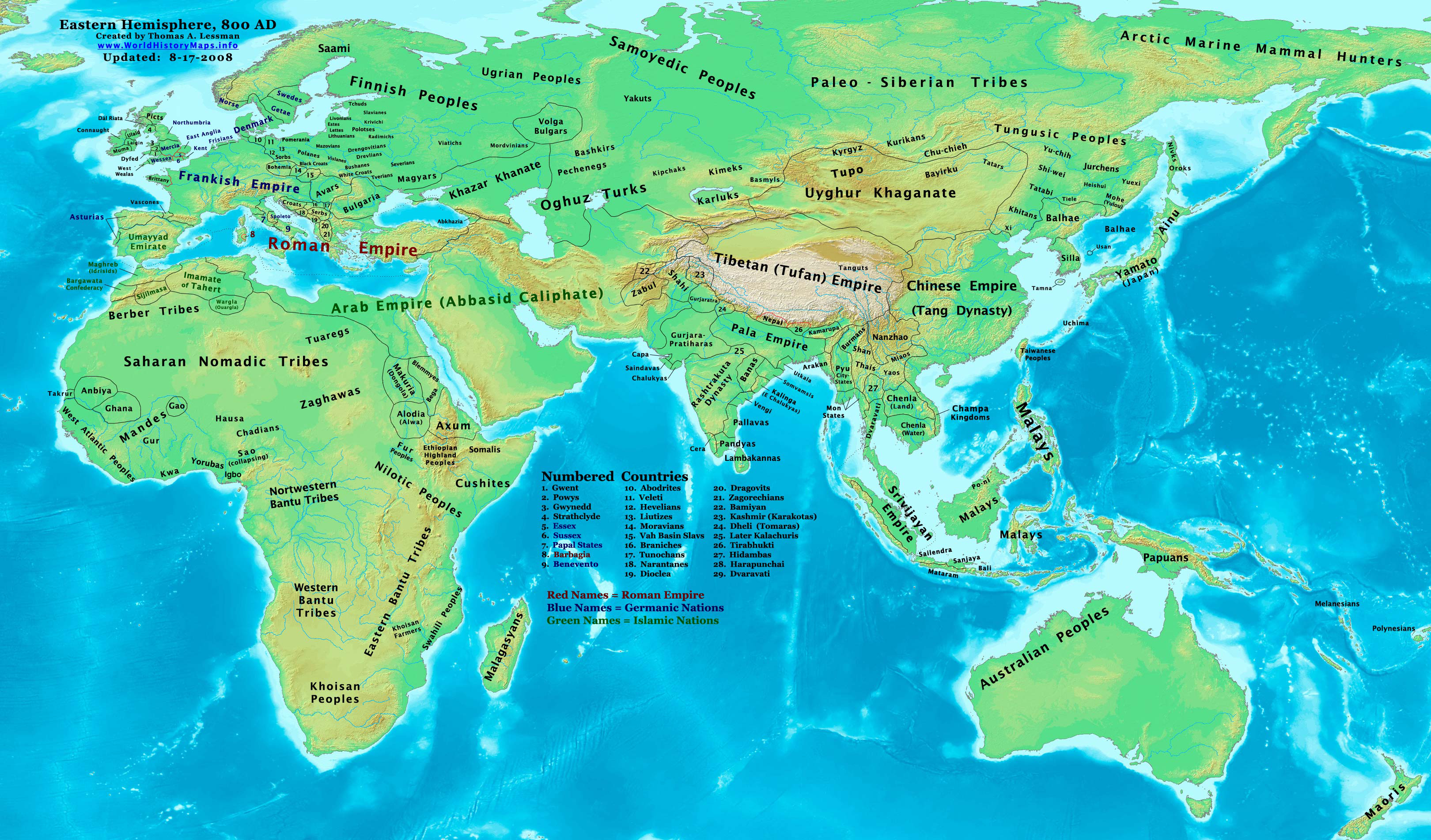
Hartă care arată gradul de Uyghur Hanatul și plasarea de Kârgâzstan în 820 de ANUNȚURI.

Tuvanii au fost supuși ai Hanatului uigur în secolele VIII și IX. Uigurii au stabilit mai multe fortificații în Tuva ca un mijloc de a supune populația. Există planuri discutate pentru a restabili rămășițele uneia din aceste cetăți: Por-Bazhyn, pe lacul Tere-Khol în sud-estul țării. Amintirea ocupației uigure putea fi văzută până la sfârșitul secolului al 19-lea ca urmare a numelui uiguri ondar dat tuvanilor ondar care locuiesc în apropierea râului Khemchik, în sud-vest. Dominația uigură a încetat odată cu venirea kirghizilor ieniseieni în anul 840, care veneau de pe cursul superior al fluviului Ienisei.
Potrivit lui Ilia Zaharov de la Institutul de Genetică Generală Vavilov din Moscova, dovezile genetice sugerează că tuvanii de azi sunt cele mai apropiate rude genetice ale populațiilor indigene din America.

### NumeleUriankhai

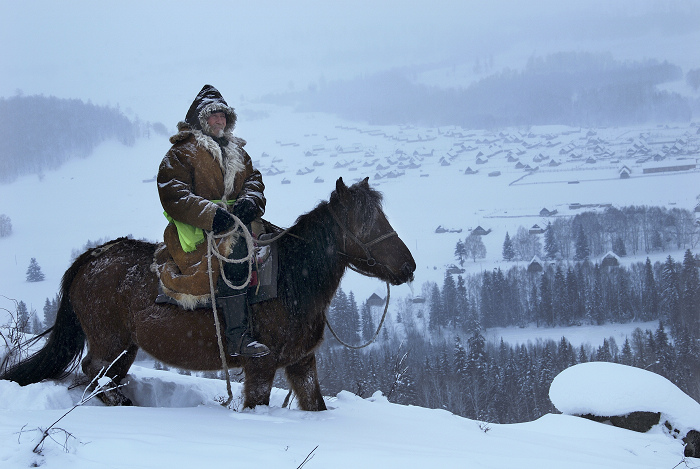
Tuvan călare.

Acolo nu pare să existe un etnice clare de delimitare pentru aplicarea de numele Uriankhai. Mongolii aplicat acest nume la toate triburile de Oameni ai Pădurii. Acest nume a fost istoric aplicat Tuvans. În Mongolia există popoare, de asemenea, cunoscut sub acest nume. O variantă a numelui, Uraŋxai, a fost un vechi nume pentru Sakha. rus Pavel Nebol într documentat Urankhu clan de Volga Kalmyks în 1850. o Altă variantă de nume, Orangkae (오랑캐), a fost utilizată în mod tradițional de către Coreeni să se refere fără discriminare "barbari" care locuiau pe pământurile lor de nord.

## Geografie

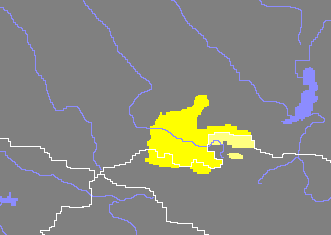
Așezarea de astăzi a zonei Tuva, în Rusia și a zonei Dukha în țara vecină, Mongolia.

Există două grupe majore de tuvani în Tuva: Vest tuvanii de vest și tuvanii togini (Тувинцы-тоджинцы). Aceștia din urmă trăiesc în oblastul Toginski, Republica Tuva și constituie aproximativ 5% din toți tuvanii.

### Mongolia
O proporție însemnată din tuvani trăiește în Mongolia. Etnia dukha trăiește în Khövsgöl Aimag. Cea mai mare populație de tuvani în Mongolia sunt Tsengel tuvanii țengheli. În jur de 1.500 trăiesc în Tsengel Sum, regiunea Bayan-Ölgii Aimag. Alți tuvani trăiesc în Khovd Aimag și în Ubsunur.

### China
Tuvanii din China,  trăiesc mai ales în Regiunea Autonomă Xinjiang , sunt incluși naționalitatea mongolă. Unii tuvani, potrivit surselor, locuiesc în jurul Lacului Kanas, în partea de nord-vest a Xinjiang din China, și nu sunt recunoscuți oficial, sunt considerați ca o parte din Oiratul mongol. Copiii din Oirat și copiii tuvani frecventează școli în care se folosește mongol ceahară și chineza, limbi materne ale niciunuia dintre cele două grupuri etnice.

## Cultura
Celebra frizură bogtag purtată de femeile tuvane încă din secolul XIII, pare să fi fie permisă numai femeilor căsătorite de rang foarte înalt. 

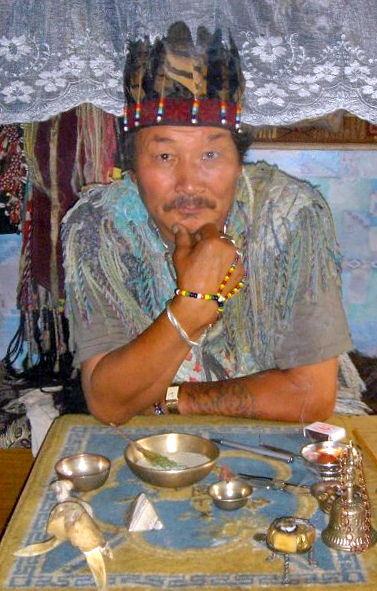
Șaman din Kîzîl, 2005. Shamanismul tuvan este păstrat și revitalizat.

### Limba
Limba tuvană aparține ramurii nordice sau siberiene a familiei de limbi turcice. Patru dialecte sunt recunoscute: central, de vest, de sud-est și de nord-est (toginian). Scrierea se bazează pe alfabetul chirilic. Există un dicționar elaborat de Institutul de Limbi Moderne.

### Religia
Religia tradițională a tuvanilor este un tip de tengriism, sau șamanism turcic animist. Religia este încă practicată pe scară largă, alături de Budism Tibetan.

## Persoane notabile
- Galsan Tschinag
- Khertek Anchimaa-Toka
- Khün Khürtü
- Sergey Shoygu (Tuvan tatăl)
- Kongar-ol Ondar